# Баньєр-де-Бігорр (округ)
Округ Баньєр-де-Бігорр (фр. Arrondissement de Bagnères-de-Bigorre) — округ у Франції, в департаменті Верхні Піренеї. 2023 року округ об'єднував 170 муніципалітетів, населення становило 48 304 особи.
Адміністративний центр (супрефектура) — Баньєр-де-Бігорр.

## Муніципалітети
Список муніципалітетів округу та їхні коди INSEE:
1. Аважан (65050)
2. Авантіньян (65051)
3. Аве (65053)
4. Авезак-Прат-Лаїтт (65054)
5. Адерв'єль-Пушерг (65003)
6. Азе (65058)
7. Ан (65157)
8. Анер (65009)
9. Анла (65012)
10. Ансізан (65006)
11. Антіст (65016)
12. Антішан (65014)
13. Аранюе (65017)
14. Ардангост (65023)
15. Аржелес-Баньєр (65024)
16. Арне (65028)
17. Арро (65031)
18. Арроде (65034)
19. Артігемі (65037)
20. Аск (65041)
21. Аспен-Ор (65039)
22. Асте (65042)
23. Астюг (65043)
24. Базю-Нест (65076)
25. Базю-Ор (65075)
26. Баніос (65060)
27. Баньєр-де-Бігорр (65059)
28. Барей (65064)
29. Барранкуе (65066)
30. Батсер (65071)
31. Бейред-Жуме-Камус (65092)
32. Бенке-Молер (65081)
33. Бертран (65087)
34. Бетт (65091)
35. Біз (65093)
36. Бізус (65094)
37. Бодеан (65078)
38. Боннмазон (65096)
39. Бонрепо (65097)
40. Бордер-Лурон (65099)
41. Брамвак (65109)
42. Бур-де-Бігорр (65105)
43. Бурис (65106)
44. Бюлан (65111)
45. В'єль-Лурон (65466)
46. В'єль-Ор (65465)
47. Віньєк (65471)
48. Газав (65190)
49. Галан (65183)
50. Галез (65184)
51. Годан (65186)
52. Граян (65208)
53. Грезьян (65209)
54. Гуо (65205)
55. Гург (65207)
56. Гюшан (65211)
57. Гюшан (65212)
58. Ебареш (65158)
59. Ескала (65159)
60. Есконнетс (65162)
61. Ескотс (65163)
62. Еспаррос (65165)
63. Еспеш (65166)
64. Есп'єй (65167)
65. Естансан (65172)
66. Естарв'єль (65171)
67. Еш (65218)
68. Жамбрі (65193)
69. Жезо (65234)
70. Женерест (65194)
71. Женос (65195)
72. Жерд (65198)
73. Жерм (65199)
74. Ієт (65228)
75. Ізаур (65230)
76. Ізо (65231)
77. Іїс (65221)
78. Іле (65229)
79. Кадеак (65116)
80. Кадеян-Трашер (65117)
81. Казарі (65139)
82. Казо-Деба (65140)
83. Казо-Фреше-Анеран-Камор (65141)
84. Кампан (65123)
85. Кампаран (65124)
86. Кампістру (65125)
87. Кантаус (65482)
88. Капверн (65127)
89. Кастельбажак (65128)
90. Кастійон (65135)
91. Кларан (65150)
92. Крешетс (65154)
93. Ла-Барт-де-Нест (65069)
94. Лабассер (65238)
95. Лабастід (65239)
96. Лаборд (65241)
97. Лагранж (65245)
98. Ланнемезан (65258)
99. Лансон (65255)
100. Лі (65275)
101. Лібарос (65274)
102. Ломбре (65277)
103. Ломне (65278)
104. Лорте (65279)
105. Луданв'єль (65282)
106. Лудерв'єль (65283)
107. Лур-Барусс (65287)
108. Лютіюс (65294)
109. Мазер-де-Нест (65307)
110. Мазуо (65309)
111. Марсас (65300)
112. Мер'є (65310)
113. Мовзен (65306)
114. Молеон-Барусс (65305)
115. Мон (65317)
116. Монгаяр (65320)
117. Монсер'є (65323)
118. Монтастрюк (65318)
119. Монтегю (65319)
120. Монтуссе (65322)
121. Ней (65328)
122. Нестьє (65327)
123. Ністос (65329)
124. Обан (65216)
125. Олон (65046)
126. Ордізан (65335)
127. Ориньяк (65338)
128. Отаже (65217)
129. Паяк (65354)
130. Пере (65356)
131. Пінас (65363)
132. Пузак (65370)
133. Режомон (65377)
134. Рекюр (65376)
135. Рі (65379)
136. Сабаррос (65381)
137. Сакуе (65382)
138. Салешан (65398)
139. Самюран (65402)
140. Сантус (65419)
141. Сарлабус (65405)
142. Сарп (65407)
143. Сарранколен (65408)
144. Саян (65384)
145. Сен-Ларі-Сулан (65388)
146. Сен-Лоран-де-Нест (65389)
147. Сен-Поль (65394)
148. Сент-Арроман (65385)
149. Сент-Марі (65391)
150. Сеш (65416)
151. Сірадан (65427)
152. Сост (65431)
153. Сьєтат (65147)
154. Тажан (65437)
155. Теб (65441)
156. Тібіран-Жонак (65444)
157. Тілуз (65445)
158. Трамезаїг (65450)
159. Требон (65451)
160. Трубат (65453)
161. Турнус-Деван (65449)
162. Тюзаге (65455)
163. Уейдетс (65224)
164. Урд (65347)
165. Феррер (65175)
166. Фрешандетс (65179)
167. Фреше-Ор (65180)
168. Шель-Спу (65143)
169. Юглас (65456)
170. Юзе (65459)